# شربل وهبة
شربل وهبة (15 يوليو 1953 العاقورة، لبنان -) سياسي ودبلوماسي لبناني، عُين وزيرًا للخارجية في 3 أغسطس 2020 خلفًا لناصيف حتي.

## ولادته ومؤهلاته العلميّة
من مواليد العاقورة في قضاء جبيل بجبل لبنان، حاصل على إجازة في القانون من كلية الحقوق في الجامعة اللبنانية (1979)، وإجازة في الحقوق من معهد الحكمة العالي لدراسات الحقوق (1979)، ودبلوم في الرياضيات من كلية العلوم في الجامعة اللبنانية (1974)، ويتقن اللغات الفرنسيّة، والإنجليزيّة، والعربيّة.

## حياته السياسيّة
شغل منصب مدير الشؤون السياسية والقنصلية في وزارة الخارجية بين (2012-2017)، وسفير لبنان لدى فنزويلا (2007-2012)، وقنصل عام للبنان في لوس أنجلوس، الولايات المتحدة (2002-2007)، وقنصل عام لبنان في مونتريال، كندا (1995-2000)، وشغل عدة مناصب دبلوماسية في سفارات لبنان في كل من مصر، وهولندا، وألمانيا، وفي قنصلية لبنان العامة في تورونتو – كندا. ويحمل وسام فرنسيسكو دو ميراندا من الدرجة الأولى من فنزويلا.

## استقالة الحكومة
في 10 أغسطس 2020، أعلن حسان دياب استقالة حكومته على خلفية انفجار مرفأ بيروت الذي وقع في 4 أغسطس 2020، على أن تقوم الحكومة بتصريف الأعمال لحين تشكيل حكومة جديدة.

## استقالته من حكومة تصريف الأعمال
استقال شربل وهبة من منصبه بعد هجوم قوي ضده إثر تصريحات أدلى بها ضد السعودية والخليج، وكانت الرياض قد نددت بما بدر من شربل وهبة من تصريحات، واعتبرتها «إساءات مشينة تجاه المملكة وشعبها ودول مجلس التعاون الخليجية الشقيقة»، واستدعت بسببها السفير اللبناني وقامت بـ«تسليمه مذكرة احتجاج رسمية».
وكان رئيس لبنان قد صرح بأن ما صدر وزير الخارجية والمغتربين شربل وهبه إلى محطة ’الحرة‘ مساء امس من مواقف يعبر عن رأيه الشخصي ولا يعكس موقف الدولة والرئيس عون.
كذلك نددت الامارات والبحرين ومصر ومجلس التعاون الخليجي بتصريحات وهبة وطلبت من لبنان تقديم إعتذار رسمي
انتهت الأزمة باستقالة شربل وهبة وحضور وفود لبنانية عديدة لمنزل السفير السعودي في لبنان وليد بخاري معبرة عن استنكارها وأسفها لتصريحات وهبة 